# (1205) Ebella
(1205) Ebella es el asteroide número 1205 situado en el cinturón principal. Fue descubierto por el astrónomo Karl Wilhelm Reinmuth  desde el observatorio de Heidelberg, el 6 de octubre de 1931. Su designación alternativa es 1931 TB1. Está nombrado en honor del astrónomo alemán Carl Wilhelm Ludwig Martin Ebell (1871-1944).